# Fruhstorferiola rufucorna
Fruhstorferiola rufucorna är en insektsart som beskrevs av Zheng, Z. och Yang 1999. Fruhstorferiola rufucorna ingår i släktet Fruhstorferiola och familjen gräshoppor. Inga underarter finns listade i Catalogue of Life.